# Ferrovia Koblenz-Stein-Säckingen
La ferrovia Koblenz-Stein-Säckingen è una linea ferroviaria a scartamento normale della Svizzera.

## Storia
La linea fu costruita dalla Bötzbergbahn, joint-venture tra la Schweizerische Centralbahn (SCB) e la Schweizerische Nordostbahn (NOB) costituitasi per evitare la concorrenza da parte di altre società ferroviarie e per controllare le linee d'accesso alla ferrovia del Gottardo.
La linea aprì il 1º agosto 1892, e collegava la ferrovia del Bözberg con Koblenz, nodo ferroviario sulle linee Turgi-Waldshut e Winterthur-Koblenz, permettendo di accorciare di 10 chilometri il tragitto tra Basilea e Winterthur rispetto al percorso passante per Zurigo.
La Bötzbergbahn venne nazionalizzata nel 1902: le sue linee entrarono a far parte delle Ferrovie Federali Svizzere (FFS).
La linea fu elettrificata il 17 dicembre 1944.
Dopo che nel 1990 erano stati soppressi i treni a lunga percorrenza tra Basilea e Winterthur, che percorrevano la linea, nel 1994 venne chiusa al traffico passeggeri la poco frequentata tratta Koblenz-Laufenburg, che rimane in funzione per il traffico merci. La tratta Stein-Säckingen-Laufenburg vede circolare i convogli della linea S1 della rete celere di Basilea.

## Caratteristiche
La linea, a scartamento normale, è lunga 26,07 km, è elettrificata a corrente alternata monofase con la tensione di 15.000 V alla frequenza di 16,7 Hz; la pendenza massima è del 6 per mille. È interamente a binario unico.

### Percorso
| Continuation backward |

|  | Unknown route-map component "ABZg+l" | Unknown route-map component "CONTfq" |

| Station on track |

|  | Unknown route-map component "ABZgl" | Unknown route-map component "CONTfq" |

| Unknown route-map component "hKRZWae" |

| Unknown route-map component "eBHF" |

| Unknown route-map component "ABZg+r" |

| Non-passenger station/depot on track |

| Unknown route-map component "eBHF" |

| Unknown route-map component "eBHF" |

| Unknown route-map component "eBHF" |

| Station on track |

| Non-passenger station/depot on track |

| Unknown route-map component "ABZg+r" |

|  | Unknown route-map component "ABZg+l" | Unknown route-map component "CONTfq" |

| Station on track |

| Continuation forward |

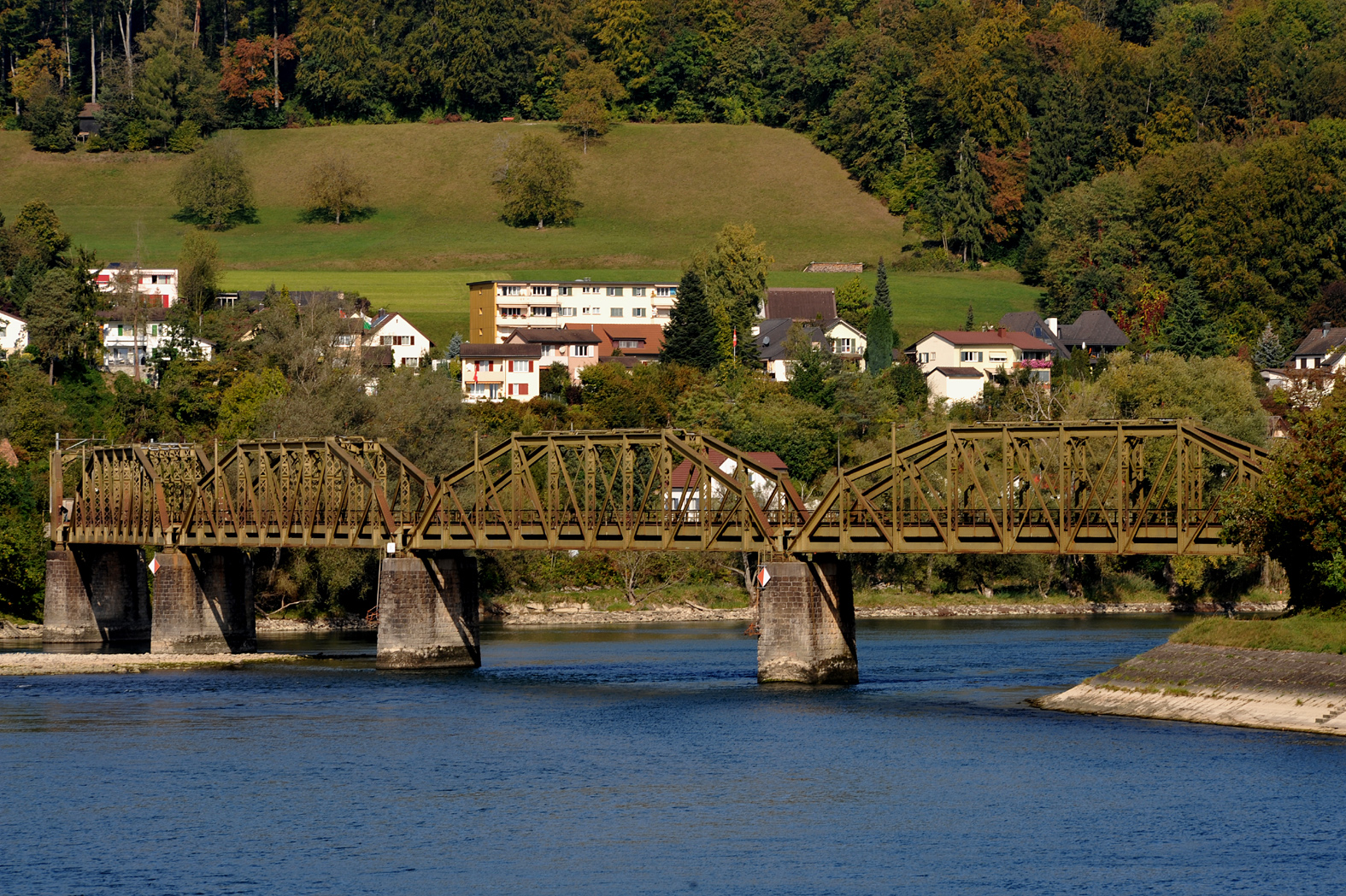
Il ponte sull'Aar a Koblenz

La linea parte dalla stazione di Koblenz; viene quindi attraversato il fiume Aar su un ponte metallico classificato come bene culturale di importanza nazionale. Si attraversa Full-Reuenthal, quindi si costeggia il Reno (passando a fianco della centrale nucleare di Leibstadt).
La linea termina nella stazione di Stein-Säckingen, sulla linea del Bözberg.